# (19466) Darcydiegel
(19466) Darcydiegel (1998 HQ34) – planetoida z grupy pasa głównego asteroid okrążająca Słońce w ciągu 4,55 lat w średniej odległości 2,74 j.a. Odkryta 20 kwietnia 1998 roku.